# Campeonato Carioca de Futebol de 2018
O Campeonato Carioca de Futebol de 2018 foi a 121.ª edição da principal divisão do futebol no Rio de Janeiro. A disputa foi organizada pela Federação de Futebol do Estado do Rio de Janeiro (FERJ). Devido à paralisação dos torneios nacionais durante a Copa do Mundo FIFA de 2018 entre junho e julho, a fase preliminar teve início no dia 20 de dezembro de 2017.
O Botafogo conquistou o título do Carioca pela 21ª vez ao vencer o Vasco da Gama nos pênaltis.

## Forma de disputa
Em 1 de novembro de 2016, os clubes participantes votaram e aprovaram alterações no regulamento em relação à edição de 2016, sob chancela do Conselho Nacional do Esporte (CNE), uma vez que o Estatuto do Torcedor exigia que só houvesse mudanças em um prazo mínimo de dois anos.
No novo formato, a primeira fase será disputada por seis clubes (grupo A): os quatro times de pior campanha no ano anterior (exceto os rebaixados) mais os dois promovidos da Série B1 de 2017. Os dois mais bem colocados avançaram para a fase principal e as outras quatro agremiações disputaram o quadrangular do rebaixamento (grupo X). Os dois piores do quadrangular são rebaixados para a Série B1 do mesmo ano.
Já a fase principal foi dividida em dois grupos de seis equipes cada (grupos B e C), havendo dois turnos (Taça Guanabara e Taça Rio) com semifinais e finais em jogos únicos. Os campeões de cada turno passam a garantir vaga nas semifinais da competição. Os outros dois semifinalistas serão as equipes melhores colocadas na classificação geral fora as campeãs dos turnos e desconsiderando os pontos obtidos nas semifinais e finais dos turnos. Caso um time vença tanto a Taça Guanabara quanto a Taça Rio, este ganha vaga na final, enquanto os quatro mais bem classificados disputam uma espécie de seletiva por uma vaga na grande decisão, realizada em jogo único e com vantagem do empate para o campeão dos turnos.
Nas semifinais dos turnos, os times com melhores campanhas nos grupos têm a vantagem do empate. Na semifinal do campeonato, quem avança com igualdade no placar são as equipes que venceram um dos turnos. Em nenhuma final haverá a vantagem do empate. A semifinal geral será realizada em jogo único, enquanto a final terá ida e volta. Os quatro primeiros colocados se classificam à Copa do Brasil de 2019.

### Critérios de desempate
Estes são os critérios de desempate (só não se aplicarão no caso do grupo X, para o rebaixamento para a Série B1):
1. Maior número de vitórias
2. Maior saldo de gols
3. Maior número de gols pró
4. Confronto direto
5. Menor número de cartões amarelos e vermelhos (cada cartão vermelho equivale a três cartões amarelos)
6. Sorteio público na sede da FERJ

## Participantes
| Equipe        | Cidade                | Em 2017       | Estádio                          | Capacidade    | Títulos             |
| America       | Rio de Janeiro        | 2º (Série B1) | Giulite Coutinho                 | 13 544        | 7 (último em 1960)  |
| Bangu         | Rio de Janeiro        | 10º           | Moça Bonita                      | 9 024         | 2 (último em 1966)  |
| Boavista-RJ   | Saquarema             | 8º            | Eucyr Resende                    | 4 315         | 0 (não possui)      |
| Bonsucesso    | Rio de Janeiro        | 14º           | Eucyr Resende Moça Bonita        | 4 315 9 024   | 0 (não possui)      |
| Botafogo      | Rio de Janeiro        | 4º            | Nilton Santos                    | 44 661        | 20 (último em 2013) |
| Cabofriense   | Cabo Frio             | 13            | Correão                          | 2 611         | 0 (não possui)      |
| Flamengo      | Rio de Janeiro        | 1º            | Luso-Brasileiro Nilton Santos    | 20 215 44 661 | 34 (último em 2017) |
| Fluminense    | Rio de Janeiro        | 2º            | Maracanã                         | 78 838        | 31 (último em 2012) |
| Goytacaz      | Campos dos Goytacazes | 1º (Série B1) | Ary de Oliveira                  | 5 800         | 0 (não possui)      |
| Macaé         | Macaé                 | 12º           | Moacyrzão                        | 15 000        | 0 (não possui)      |
| Madureira     | Rio de Janeiro        | 6º            | Conselheiro Galvão               | 2 136         | 0 (não possui)      |
| Nova Iguaçu   | Nova Iguaçu           | 5º            | Laranjão                         | 1 810         | 0 (não possui)      |
| Portuguesa-RJ | Rio de Janeiro        | 9º            | Luso-Brasileiro Giulite Coutinho | 20 215 13 544 | 0 (não possui)      |
| Resende       | Resende               | 11º           | Trabalhador                      | 4 600         | 0 (não possui)      |
| Vasco da Gama | Rio de Janeiro        | 3º            | São Januário                     | 21 880        | 24 (último em 2016) |
| Volta Redonda | Volta Redonda         | 7º            | Raulino de Oliveira              | 18 230        | 0 (não possui)      |

## Primeira fase
Grupo A
| Pos | Equipe      | PG | J | V | E | D | GP | GS | SG | Classificação                           |
| --- | ----------- | -- | - | - | - | - | -- | -- | -- | --------------------------------------- |
| 1   | Cabofriense | 10 | 5 | 3 | 1 | 1 | 8  | 3  | +5 | Classificados para a fase principal     |
| 2   | Macaé       | 10 | 5 | 3 | 1 | 1 | 8  | 5  | +3 | Classificados para a fase principal     |
| 3   | Goytacaz    | 10 | 5 | 3 | 1 | 1 | 9  | 7  | +2 | Disputam o quadrangular do rebaixamento |
| 4   | Bonsucesso  | 6  | 5 | 2 | 0 | 3 | 6  | 8  | –2 | Disputam o quadrangular do rebaixamento |
| 5   | America     | 4  | 5 | 1 | 1 | 3 | 8  | 10 | –2 | Disputam o quadrangular do rebaixamento |
| 6   | Resende     | 3  | 5 | 1 | 0 | 4 | 6  | 12 | –6 | Disputam o quadrangular do rebaixamento |

### Desempenho por rodada
| Rodadas | Rodadas | Rodadas | Rodadas | Rodadas | Rodadas |
| ------- | ------- | ------- | ------- | ------- | ------- |
| 1       | 2       | 3       | 4       | 5       |         |
| CAB     | MAC     | CAB     | CAB     | CAB     |         |

| Rodadas | Rodadas | Rodadas | Rodadas | Rodadas | Rodadas |
| ------- | ------- | ------- | ------- | ------- | ------- |
| 1       | 2       | 3       | 4       | 5       |         |
| RES     | AME     | AME     | AME     | RES     |         |

## Fase principal

### Taça Guanabara
Grupo B
| Pos | Equipe        | PG | J | V | E | D | GP | GS | SG | Classificação                             |
| --- | ------------- | -- | - | - | - | - | -- | -- | -- | ----------------------------------------- |
| 1   | Flamengo      | 13 | 5 | 4 | 1 | 0 | 5  | 0  | +5 | Classificados para a semifinal da Taça GB |
| 2   | Bangu         | 8  | 5 | 2 | 2 | 1 | 6  | 3  | +3 | Classificados para a semifinal da Taça GB |
| 3   | Vasco da Gama | 7  | 5 | 2 | 1 | 2 | 8  | 7  | +1 |                                           |
| 4   | Nova Iguaçu   | 5  | 5 | 1 | 2 | 2 | 5  | 6  | –1 |                                           |
| 5   | Cabofriense   | 4  | 5 | 1 | 1 | 3 | 5  | 8  | –3 |                                           |
| 6   | Volta Redonda | 4  | 5 | 1 | 1 | 3 | 6  | 11 | –5 |                                           |

Grupo C
| Pos | Equipe        | PG | J | V | E | D | GP | GS | SG | Classificação                             |
| --- | ------------- | -- | - | - | - | - | -- | -- | -- | ----------------------------------------- |
| 1   | Boavista-RJ   | 9  | 5 | 3 | 0 | 2 | 5  | 3  | +2 | Classificados para a semifinal da Taça GB |
| 2   | Botafogo      | 9  | 5 | 2 | 3 | 0 | 5  | 3  | +2 | Classificados para a semifinal da Taça GB |
| 3   | Fluminense    | 8  | 5 | 2 | 2 | 1 | 4  | 4  | 0  |                                           |
| 4   | Portuguesa-RJ | 6  | 5 | 1 | 3 | 1 | 4  | 4  | 0  |                                           |
| 5   | Macaé         | 4  | 5 | 1 | 1 | 3 | 5  | 7  | –2 |                                           |
| 6   | Madureira     | 3  | 5 | 0 | 3 | 2 | 3  | 5  | –2 |                                           |

#### Desempenho por rodada
| 1       | 2   | 3   | 4   | 5   |     |
| Grupo B | BAN | FLA | FLA | FLA | FLA |
| Grupo C | BVT | MAC | BVT | BOT | BVT |

| 1       | 2   | 3   | 4   | 5   |     |
| Grupo B | VRE | VRE | VRE | VRE | VRE |
| Grupo C | FLU | FLU | FLU | MAD | MAD |

#### Fase final
Em itálico, as equipes que jogarão pelo empate por ter melhor campanha e em negrito os times vencedores das partidas. Na final não haverá a vantagem de empate para nenhuma equipe. 
|  | Semifinais  | Semifinais |   |  | Final       | Final |  |
|  |             |            |   |  |             |       |  |
|  |             |            |   |  |             |       |  |
|  | Boavista-RJ | 2          |   |  |             |       |  |
|  | Bangu       | 2          |   |  |             |       |  |
|  |             |            |   |  |             |       |  |
|  |             |            |   |  |             |       |  |
|  |             |            |   |  | Boavista-RJ | 0     |  |
|  |             | Flamengo   | 2 |  |             |       |  |
|  |             |            |   |  |             |       |  |
|  |             |            |   |  |             |       |  |
|  |             |            |   |  |             |       |  |
|  |             |            |   |  |             |       |  |
|  | Flamengo    | 3          |   |  |             |       |  |
|  | Botafogo    | 1          |   |  |             |       |  |

#### Premiação
| Taça Guanabara de 2018         |
| Rio de Janeiro                 |
| ------------------------------ |
| FLAMENGO Campeão (21.º título) |

### Taça Rio
Grupo B
| Pos | Equipe        | PG | J | V | E | D | GP | GS | SG | Classificação                              |
| --- | ------------- | -- | - | - | - | - | -- | -- | -- | ------------------------------------------ |
| 1   | Vasco da Gama | 13 | 6 | 4 | 1 | 1 | 12 | 8  | +4 | Classificados para a semifinal da Taça Rio |
| 2   | Flamengo      | 12 | 6 | 4 | 0 | 2 | 12 | 5  | +7 | Classificados para a semifinal da Taça Rio |
| 3   | Cabofriense   | 10 | 6 | 3 | 1 | 2 | 8  | 6  | +2 |                                            |
| 4   | Bangu         | 5  | 6 | 1 | 2 | 3 | 5  | 11 | –6 |                                            |
| 5   | Volta Redonda | 3  | 6 | 0 | 3 | 3 | 5  | 9  | –4 |                                            |
| 6   | Nova Iguaçu   | 1  | 6 | 0 | 1 | 5 | 5  | 11 | –6 |                                            |

Grupo C
| Pos | Equipe        | PG | J | V | E | D | GP | GS | SG  | Classificação                              |
| --- | ------------- | -- | - | - | - | - | -- | -- | --- | ------------------------------------------ |
| 1   | Fluminense    | 14 | 6 | 4 | 2 | 0 | 13 | 3  | +10 | Classificados para a semifinal da Taça Rio |
| 2   | Botafogo      | 10 | 6 | 3 | 1 | 2 | 7  | 6  | +1  | Classificados para a semifinal da Taça Rio |
| 3   | Portuguesa-RJ | 10 | 6 | 3 | 1 | 2 | 7  | 8  | –1  |                                            |
| 4   | Boavista-RJ   | 9  | 6 | 3 | 0 | 3 | 11 | 14 | –3  |                                            |
| 5   | Macaé         | 8  | 6 | 2 | 2 | 2 | 7  | 6  | +1  |                                            |
| 6   | Madureira     | 5  | 6 | 1 | 2 | 3 | 5  | 10 | –5  |                                            |

#### Desempenho por rodada
|         | Rodadas | Rodadas | Rodadas | Rodadas | Rodadas | Rodadas |
| ------- | ------- | ------- | ------- | ------- | ------- | ------- |
| 1       | 2       | 3       | 4       | 5       | 6       |         |
| Grupo B | FLA     | FLA     | VAS     | FLA     | VAS     | VAS     |
| Grupo C | FLU     | FLU     | FLU     | FLU     | FLU     | FLU     |

|         | Rodadas | Rodadas | Rodadas | Rodadas | Rodadas | Rodadas |
| ------- | ------- | ------- | ------- | ------- | ------- | ------- |
| 1       | 2       | 3       | 4       | 5       | 6       |         |
| Grupo B | BAN     | NIG     | VRE     | NIG     | NIG     | NIG     |
| Grupo C | MAD     | MAD     | MAC     | MAD     | MAD     | MAD     |

#### Fase final
Em itálico, as equipes que jogarão pelo empate por ter melhor campanha e em negrito os times vencedores das partidas. Na final não haverá vantagem de empate para nenhuma equipe. 
|  | Semifinais    | Semifinais |   |  | Final      | Final |  |
|  |               |            |   |  |            |       |  |
|  |               |            |   |  |            |       |  |
|  | Fluminense    | 1          |   |  |            |       |  |
|  | Flamengo      | 1          |   |  |            |       |  |
|  |               |            |   |  |            |       |  |
|  |               |            |   |  |            |       |  |
|  |               |            |   |  | Fluminense | 3     |  |
|  |               | Botafogo   | 0 |  |            |       |  |
|  |               |            |   |  |            |       |  |
|  |               |            |   |  |            |       |  |
|  |               |            |   |  |            |       |  |
|  |               |            |   |  |            |       |  |
|  | Vasco da Gama | 2          |   |  |            |       |  |
|  | Botafogo      | 3          |   |  |            |       |  |

#### Premiação
| Taça Rio de 2018                |
| Rio de Janeiro                  |
| ------------------------------- |
| FLUMINENSE Campeão (3.º título) |

## Fase final
Em itálico, as equipes que jogarão pelo empate por ter vencido um dos turnos do campeonato e em negrito os times vencedores das partidas. Na final não haverá vantagem de empate para nenhuma equipe.
|  | Semifinais    | Semifinais    |   |                | Final | Final | Final | Final |
|  |               |               |   |                |       |       |       |       |
|  | Flamengo      | 0             |   |                |       |       |       |       |
|  | Botafogo      | 1             |   |                |       |       |       |       |
|  | Botafogo      | 1             |   | Botafogo (pen) | 2     | 1     | 3 (4) |       |
|  |               |               |   | Botafogo (pen) | 2     | 1     | 3 (4) |       |
|  |               | Vasco da Gama | 3 | 0              | 3 (3) |       |       |       |
|  | Fluminense    | Vasco da Gama | 3 | 0              | 3 (3) | 2     |       |       |
|  | Fluminense    |               |   |                |       | 2     |       |       |
|  | Vasco da Gama | 3             |   |                |       |       |       |       |

### Semifinais
| 28 de março | Flamengo | 0 – 1 | Botafogo          | Estádio do Maracanã, Rio de Janeiro                  |
| 21:45       |          |       | 38' Luiz Fernando | Público: 28 345 Árbitro: RJ Marcelo de Lima Henrique |

| Flamengo | Botafogo |

| 29 de março | Fluminense              | 2 – 3 | Vasco da Gama                                        | Estádio do Maracanã, Rio de Janeiro             |
| 21:00       | Pedro 38' · Sornoza 48' |       | 26' Giovanni Augusto · 69' Paulinho · 90+5' Fabrício | Público: 18 999 Árbitro: RJ Rodrigo Nunes de Sá |

| Fluminense | Vasco |

### Final
Ida
| 1 de abril | Botafogo                   | 2 – 3 | Vasco da Gama                      | Estádio Nilton Santos, Rio de Janeiro                     |
| 16:00      | Renatinho 3' · Brenner 44' |       | 28', 30' Yago Pikachu · 90+3' Ríos | Público: 16 337 Árbitro: RJ Rodrigo Carvalhaes de Miranda |

| Botafogo | Vasco |

Volta
| 8 de abril | Vasco da Gama | 0 – 1 | Botafogo    | Estádio do Maracanã, Rio de Janeiro                        |
| 16:00      |               |       | 90+5' Carli | Público: 58 135 Árbitro: RJ Wagner do Nascimento Magalhães |

|                                          |       | Penalidades                                      |  |
| Wagner Ríos Werley Yago Pikachu Henrique | 3 – 4 | Brenner Rodrigo Pimpão Gilson Marcinho Renatinho |  |

| Vasco | Botafogo |

### Premiação
| Campeonato Carioca de 2018     |
| Rio de Janeiro                 |
| ------------------------------ |
| BOTAFOGO Campeão (21.º título) |

## Quadrangular do rebaixamento
Grupo X
| Pos | Equipe     | PG | J | V | E | D | GP | GS | SG | Classificação                      |
| --- | ---------- | -- | - | - | - | - | -- | -- | -- | ---------------------------------- |
| 1   | Goytacaz   | 9  | 6 | 2 | 3 | 1 | 9  | 9  | 0  |                                    |
| 2   | Resende    | 8  | 6 | 2 | 2 | 2 | 7  | 7  | 0  |                                    |
| 3   | America    | 7  | 6 | 2 | 1 | 3 | 11 | 10 | +1 | Rebaixados para a Série B1 de 2018 |
| 3   | Bonsucesso | 7  | 6 | 1 | 4 | 1 | 8  | 9  | –1 | Rebaixados para a Série B1 de 2018 |

### Desempenho por rodada
| Rodadas | Rodadas | Rodadas | Rodadas | Rodadas | Rodadas |
| ------- | ------- | ------- | ------- | ------- | ------- |
| 1       | 2       | 3       | 4       | 5       | 6       |
| RES     | RES     | AME     | RES     | RES     | GOY     |

| Rodadas | Rodadas | Rodadas | Rodadas | Rodadas | Rodadas |
| ------- | ------- | ------- | ------- | ------- | ------- |
| 1       | 2       | 3       | 4       | 5       | 6       |
| AME     | GOY     | GOY     | GOY     | BON     | BON     |

## Artilharia
| Gols | Jogador       | Time          |
| ---- | ------------- | ------------- |
| 7    | Pedro         | Fluminense    |
| 6    | Brenner       | Botafogo      |
| 6    | Marcos Júnior | Fluminense    |
| 6    | Pipico        | Macaé         |
| 5    | Dija Baiano   | Volta Redonda |
| 5    | Jackson       | Bonsucesso    |
| 5    | Ríos          | Vasco da Gama |

### Hat-tricks
| Jogador     | Clube         | Adversário  | Placar | Data           | Ref.  |
| ----------- | ------------- | ----------- | ------ | -------------- | ----- |
| Abner       | Cabofriense   | Resende     | 3–0    | 20 de dezembro | [ 8 ] |
| Dija Baiano | Volta Redonda | Cabofriense | 3–2    | 29 de janeiro  | [ 9 ] |

## Maiores públicos
Esses são os maiores públicos do Campeonato:
| Nº | Público | Mandante      | Placar | Visitante     | Estádio        | Data            | Etapa     | Rodada    | Ref.   |
| -- | ------- | ------------- | ------ | ------------- | -------------- | --------------- | --------- | --------- | ------ |
| 1  | 58 135  | Vasco da Gama | 0–1    | Botafogo      | Maracanã       | 8 de abril      | Final     | Volta     | [ 10 ] |
| 2  | 28 345  | Flamengo      | 0–1    | Botafogo      | Maracanã       | 28 de março     | Semifinal | Única     | [ 11 ] |
| 3  | 22 838  | Fluminense    | 3–0    | Botafogo      | Maracanã       | 25 de março     | Taça Rio  | Final     | [ 12 ] |
| 4  | 18 999  | Fluminense    | 2–3    | Vasco da Gama | Maracanã       | 29 de março     | Semifinal | Única     | [ 13 ] |
| 5  | 18 587  | Flamengo      | 0–0    | Vasco da Gama | Maracanã       | 27 de janeiro   | Taça GB   | 4.ª       | [ 14 ] |
| 6  | 16 923  | Fluminense    | 1–1    | Flamengo      | Nilton Santos  | 22 de março     | Taça Rio  | Semifinal | [ 15 ] |
| 7  | 16 337  | Botafogo      | 2–3    | Vasco da Gama | Nilton Santos  | 1 de abril      | Final     | Ida       | [ 16 ] |
| 8  | 16 088  | Nova Iguaçu   | 0–1    | Flamengo      | Mané Garrincha | 4 de fevereiro  | Taça GB   | 5.ª       | [ 17 ] |
| 9  | 15 884  | Fluminense    | 4–0    | Flamengo      | Arena Pantanal | 24 de fevereiro | Taça Rio  | 2.ª       | [ 18 ] |
| 10 | 15 587  | Boavista-RJ   | 0–2    | Flamengo      | Kleber Andrade | 18 de fevereiro | Taça GB   | Final     | [ 19 ] |

## Mudança de técnicos
| Clube         | Antecessor       | Motivo              | Data            | Última partida                  | Etapa    | Rod.      | Pos.        | Sucessor                    | Ref.          |
| ------------- | ---------------- | ------------------- | --------------- | ------------------------------- | -------- | --------- | ----------- | --------------------------- | ------------- |
| Resende       | Carlos Leiria    | Demitido            | 21 de dezembro  | Cabofriense 3–0 Resende         | 1.ª fase | 1.ª       | 6.º         | Marcelo Cabo                | [ 20 ] [ 21 ] |
| America       | Lucho Nizzo      | Demitido            | 6 de janeiro    | America 1–2 Goytacaz            | 1.ª fase | 3.ª       | 6.º         | Duílio                      | [ 22 ]        |
| Madureira     | PC Gusmão        | Resignado           | 29 de janeiro   | Madureira 1–2 Fluminense        | Taça GB  | 4.ª       | 6.º (Gr. C) | Djair                       | [ 23 ] [ 24 ] |
| Botafogo      | Felipe Conceição | Demitido            | 10 de fevereiro | Flamengo 3–1 Botafogo           | Taça GB  | Semifinal | Semifinal   | Alberto Valentim            | [ 25 ] [ 26 ] |
| Resende       | Marcelo Cabo     | Contratado pelo CSA | 18 de fevereiro | Resende 1–2 Bonsucesso          | Grupo X  | 5.ª       | 1.º         | Rodolfo Oliveira (interino) | [ 27 ] [ 28 ] |
| Volta Redonda | Felipe Surian    | Demitido            | 20 de fevereiro | Volta Redonda 0–2 Portuguesa-RJ | Taça Rio | 1.ª       | 6.º (Gr. B) | Marcelo Salles              | [ 29 ] [ 30 ] |
| Madureira     | Djair            | Demitido            | 8 de março      | Madureira 0–2 Cabofriense       | Taça Rio | 4.ª       | 6.º (Gr. C) | Gilberto Coroa              | [ 31 ] [ 32 ] |

## Classificação geral
| Pos | Equipe        | PG  | J  | V | E | D | GP | GS | SG  | Classificação                                                                   |
| --- | ------------- | --- | -- | - | - | - | -- | -- | --- | ------------------------------------------------------------------------------- |
| 1   | Botafogo      | 19  | 11 | 5 | 4 | 2 | 12 | 9  | +3  | Finalistas e classificados para a Copa do Brasil de 2019                        |
| 2   | Vasco da Gama | 20  | 11 | 6 | 2 | 3 | 20 | 15 | +5  | Finalistas e classificados para a Copa do Brasil de 2019                        |
| 3   | Flamengo      | 25  | 11 | 8 | 1 | 2 | 17 | 5  | +12 | Eliminados na semifinal e classificados para a Copa do Brasil de 2019           |
| 4   | Fluminense    | 22  | 11 | 6 | 4 | 1 | 17 | 7  | +10 | Eliminados na semifinal e classificados para a Copa do Brasil de 2019           |
| 5   | Boavista-RJ   | 18  | 11 | 6 | 0 | 5 | 16 | 17 | –1  | Classificado para a Copa do Brasil e Série D de 2019                            |
| 6   | Portuguesa-RJ | 16  | 11 | 4 | 4 | 3 | 11 | 12 | –1  | Classificado para a Série D de 2019                                             |
| 7   | Cabofriense   | 14  | 11 | 4 | 2 | 5 | 13 | 14 | –1  |                                                                                 |
| 8   | Bangu         | 13  | 11 | 3 | 4 | 4 | 11 | 14 | –3  |                                                                                 |
| 9   | Madureira     | 8   | 11 | 1 | 5 | 5 | 8  | 15 | –7  |                                                                                 |
| 10  | Volta Redonda | 7   | 11 | 1 | 4 | 6 | 11 | 20 | –9  |                                                                                 |
| 11  | Nova Iguaçu   | 6   | 11 | 1 | 3 | 7 | 10 | 17 | –7  | Primeira fase do Campeonato Carioca de 2019                                     |
| 12  | Macaé         | –14 | 11 | 3 | 3 | 5 | 12 | 13 | –1  | Primeira fase do Campeonato Carioca de 2019                                     |
| 13  | Goytacaz      | 9   | 6  | 2 | 3 | 1 | 9  | 9  | 0   | Equipes do Grupo X que disputarão a primeira fase do Campeonato Carioca de 2019 |
| 14  | Resende       | 8   | 6  | 2 | 2 | 2 | 7  | 7  | 0   | Equipes do Grupo X que disputarão a primeira fase do Campeonato Carioca de 2019 |
| 15  | America       | 7   | 6  | 2 | 1 | 3 | 11 | 10 | +1  | Equipes do Grupo X rebaixadas à Série B1 de 2018                                |
| 16  | Bonsucesso    | 7   | 6  | 1 | 4 | 1 | 8  | 9  | –1  | Equipes do Grupo X rebaixadas à Série B1 de 2018                                |

## Seleção do Campeonato
| Pos. | Jogador         | Clube         |
| ---- | --------------- | ------------- |
| G    | Júlio César     | Fluminense    |
| LD   | Yago Pikachu    | Vasco da Gama |
| Z    | Gum             | Fluminense    |
| Z    | Igor Rabello    | Botafogo      |
| LE   | Ayrton          | Fluminense    |
| V    | Rodrigo Lindoso | Botafogo      |
| V    | Desábato        | Vasco da Gama |
| M    | Lucas Paquetá   | Flamengo      |
| M    | Paulinho        | Vasco da Gama |
| A    | Pedro           | Fluminense    |
| A    | Marcos Júnior   | Fluminense    |
| T    | Zé Ricardo      | Vasco da Gama |